# Marcos Arturia
Marcos Luis Arturia (San Martín, 8 febbraio 1998) è un calciatore argentino, attaccante del Banfield.

## Biografia
Anche suo fratello minore Gastón è un calciatore professionista.

## Carriera
Cresciuto nel settore giovanile del Dep. Español, ha iniziato la sua carriera calcistica nel 2014 con il San Martín (M) nel Torneo Federal B, per poi passare al Deportivo Montecaseros l'anno seguente.
Nel 2016 è stato acquistato dal Talleres (C) che lo ha inizialmente assegnato alla propria formazione giovanile. Nel giugno del 2018 ha firmato il suo primo contratto professionistico ed il 24 novembre seguente ha esordito in prima squadra nell'incontro di Primera División vinto 2-0 contro l'Argentinos Juniors. Nel luglio del 2019 è passato in prestito al Villa Dálmine, dove ha segnato all'esordio il 17 agosto contro l'Instituto (C).
Rientrato al Talleres, non ha giocato alcun incontro ufficiale nel 2020 e nel febbraio del 2021 è andato in prestito all'Estudiantes (RC) per due stagioni. Negli anni successivi è stato ceduto in prestito altre due volte, nel 2023 al San Martín (SJ) e nel 2024 al Temperley.
Il 19 gennaio 2025 è stato acquistato a titolo definitivo dal Banfield, con cui ha esordito nella prima divisione argentina.

## Statistiche

### Presenze e reti nei club
Statistiche aggiornate al 7 febbraio 2025.
| Stagione                | Squadra                 | Campionato              | Campionato | Campionato | Coppe nazionali | Coppe nazionali | Coppe nazionali | Coppe continentali | Coppe continentali | Coppe continentali | Altre coppe | Altre coppe | Altre coppe | Totale | Totale | Totale |
| Stagione                | Squadra                 | Comp                    | Pres       | Reti       | Comp            | Pres            | Reti            | Comp               | Pres               | Reti               | Comp        | Pres        | Reti        | Pres   | Reti   |        |
| ----------------------- | ----------------------- | ----------------------- | ---------- | ---------- | --------------- | --------------- | --------------- | ------------------ | ------------------ | ------------------ | ----------- | ----------- | ----------- | ------ | ------ | ------ |
| 2015                    | Dep. Montecaseros       | TFB                     | 10         | 1          | -               | -               | -               | -                  | -                  | -                  | -           | -           | -           | 10     | 1      |        |
| 2018-2019               | Talleres (C)            | PD                      | 2          | 0          | CA              | 0               | 0               | -                  | -                  | -                  | -           | -           | -           | 2      | 0      |        |
| 2019-2020               | Villa Dálmine           | PBN                     | 9          | 1          | CA              | 0               | 0               | -                  | -                  | -                  | -           | -           | -           | 9      | 1      |        |
| 2021                    | Estudiantes (RC)        | PBN                     | 29         | 2          | CA              | 2               | 0               | -                  | -                  | -                  | -           | -           | -           | 31     | 2      |        |
| 2022                    | Estudiantes (RC)        | PBN                     | 27         | 2          | CA              | 0               | 0               | -                  | -                  | -                  | -           | -           | -           | 27     | 2      |        |
| Totale Estudiantes (RC) | Totale Estudiantes (RC) | Totale Estudiantes (RC) | 56         | 4          |                 | 2               | 0               |                    | -                  | -                  |             | -           | -           | 58     | 4      |        |
| 2023                    | San Martín (SJ)         | PBN                     | 29         | 3          | CA              | 3               | 0               | -                  | -                  | -                  | -           | -           | -           | 32     | 3      |        |
| 2024                    | Temperley               | PBN                     | 32         | 6          | CA              | 4               | 0               | -                  | -                  | -                  | -           | -           | -           | 36     | 6      |        |
| 2025                    | Banfield                | PD                      | 4          | 0          | CA              | 0               | 0               |                    | -                  | -                  |             | -           | -           | 4      | 0      |        |
| Totale carriera         | Totale carriera         | Totale carriera         | 140        | 15         |                 | 9               | 0               |                    | -                  | -                  |             | -           | -           | 149    | 15     |        |